# Gillellus arenicola
Gillellus arenicola е вид лъчеперка от семейство Dactyloscopidae.

## Разпространение
Видът е разпространен в Мексико.